# تامير بين آمي
تامير بين آمي (بالعبرية: תמיר בן עמי‏) هو لاعب كرة قدم إسرائيلي في مركز الدفاع، ولد في 28 فبراير 1979 في رمات غان في إسرائيل. لعب مع نادي هبوعيل إيروني كريات شمونة.

## وصلات خارجية
- تامير بين آمي على موقع قاعدة بيانات كرة القدم.إي يو (الإنجليزية)
- تامير بين آمي على موقع Soccerway.com (الإنجليزية)